# Apela
Apela is een geslacht van vlinders van de familie tandvlinders (Notodontidae).

## Soorten
- A. acutidivisa Rothschild, 1917
- A. archimma Schaus, 1928
- A. asema Forbes, 1939
- A. divisa Walker, 1855
- A. forbesi Thiaucourt, 1984
- A. leechi Druce, 1904
- A. lilacina Dognin, 1923
- A. neobule Druce, 1905
- A. opalis Rothschild, 1917
- A. picturata Dognin, 1916
- A. punctilla Forbes, 1939
- A. rufinsulae Forbes, 1939
- A. strigatula Forbes, 1939